# Friedhelm Frischenschlager
Friedhelm Frischenschlager (Salzburgo, 6 de outubro de 1946) é um político austríaco. (FPÖ, LIF)
Desde 1983 até 1986 que Frischenschlager foi ministro da defesa nacional (FPÖ).
Em 1993, o político fundou com Heide Schmidt o Foro Liberal.